# KITARHYTHM
『KITARHYTHM』（キタリズム）は、エフエム北海道（AIR-G'）で放送されていたラジオ番組。

## 概要
「北海道人の北海道人による北海道のためのとことん北海道にこだわった音楽」を届ける。

## 放送時間
- 土曜日 21:30 - 22:00

過去の放送時間
- 土曜日 18:30 - 19:00（2020年4月 - 9月）
- 火曜日 19:30 - 20:00（2020年10月 - 2022年9月）

## パーソナリティ
3ヶ月1シーズンで区切り、シーズンごとに北海道を拠点に活動するミュージシャン（大阪府出身のChima以外は北海道出身）から男女ペアで担当する。
シーズン1（2020年4月 - 6月）
- 花男
- Chima

シーズン2（2020年7月 - 9月）
- 武田英祐一
- 浅井未歩

シーズン3（2020年10月 - 12月）
- 金子智也
- 栞寧

シーズン4（2021年1月 - 3月）
- 高橋良
- 駒津柚希（担当終了後、当番組の前枠で『yuzukiのCitrus Note』が開始され、姉妹番組として扱われている）

シーズン5（2021年4月 - 2022年3月）
- 花男（2シーズン目）
- 小澤ちひろ

シーズン6（2022年4月 - 2023年3月）
- 花男（3シーズン目）
- Chima（2シーズン目）